# Kwasica mleczanowa
Kwasica mleczanowa (ang. lactic acidosis) – stan spowodowany przez nagromadzenie się kwasu mlekowego w organizmie. 

## Etiologia
Przyczyną kwasicy mleczanowej mogą być: 
- choroby genetyczne,
  - niedobór fruktozo-1,6-bisfosfatazy,
  - choroba von Gierkego,
  - zespół Fanconiego-Bickela,
  - zespół MELAS,
- cukrzyca,
- przyjmowane leki (np. terapia HAART, leczenie WZW B przy pomocy entecawiru lub adefowiru, rzadko biguanidy, np. metformina),
- ciężkie niedotlenienie,
- niedobór tiaminy.

## Objawy
Objawy kwasicy mleczanowej są niespecyficzne, co utrudnia prawidłową diagnostykę. Do najczęściej występujących symptomów należą dolegliwości żołądkowo-jelitowe, takie jak nudności, wymioty, bóle brzucha czy biegunka. Poza tym może pojawić się hipotermia, ból i zawroty głowy. 
Innym objawem towarzyszącym kwasicy metabolicznej jest oddech Kussmaula, czyli głębokie oddychanie ze zwiększoną częstością oddechów. Hiperwentylacja jest odpowiedzią organizmu na zbyt niskie pH krwi, mającą na celu jego wyrównanie.
Ponadto u pacjentów może dojść do odwodnienia, zatrzymania moczu, wstrząsu oraz śpiączki, dlatego leczenie kwasicy odbywa się w warunkach szpitalnych.

## Leczenie
Kwasicy mleczanowej uwarunkowanej niedoborem fruktozo-1,6-bisfosfatazy można przeciwdziałać przez karmienie pokarmami o dużej zawartości węglowodanów, ale ubogimi we fruktozę i sacharozę oraz przez unikanie głodzenia.
Leczenie kwasicy mleczanowej odbywa się w warunkach szpitalnych i obejmuje przede wszystkim odpowiednią podaż płynów, wentylację mechaniczną czy tlenoterapię. W niektórych przypadkach wskazane jest zastosowanie hemodializy celem oczyszczenia organizmu ze szkodliwych produktów przemiany materii.